# 西山貴浩
西山 貴浩（にしやま たかひろ、1987年5月15日 - ）は、福岡県北九州市八幡西区出身・在住の競艇選手。登録番号4371。身長169cm。血液型A型。97期。
福岡支部所属。師匠は川上剛。弟弟子は仲谷颯仁。同期に田中和也、土屋智則、柳生泰二らがいる。

## 来歴
- やまと競艇学校時代、リーグ戦勝率7.09（準優出4回・優出5回、第4戦優勝）の成績を残して、卒業記念競走に優出（4着）した[2]。
- 2005年 - 11月18日、若松競艇場でデビュー（3着）。
- 2005年 - 12月27日、大村競艇場での一般競走4日目1Rで初勝利（21走目）。
- 2008年 - 9月28日、若松競艇場での「西日本スポーツ杯争奪戦競走」で初優勝。
- 2011年 - 11月8日、下関競艇場での「G1第57回競帝王決定戦」でG1初優出（5着）。
- 2011年 - 11月22日、大村競艇場での「SG第14回チャレンジカップ競走」でSG初出場。24日、3日目3RでSG初勝利。
- 2018年 - 4月15日、ボートレース常滑での「G2モーターボート大賞～昭和VS平成～」でG2初優勝[3]。
- 2020年 - 9月28日、ボートレース徳山での「G1ダイヤモンドカップ」でG1初優勝[4]。
- 2021年 - 1月22日、ボートレース江戸川でのG1江戸川大賞（開設65周年記念）で優勝。
- 2024年
  - 3月31日、ボートレース唐津でのG1ダイヤモンドカップ優勝。
  - 10月2日、 ボートレース若松の開設72周年記念「G1全日本覇者決定戦」で優勝。
- 2025年 - 7月27日、ボートレース徳山でのSG第30回オーシャンカップで優勝、SG初制覇[5]。

## 人物・エピソード
- 競艇選手の中では当代随一のエンターテイナーとして知られており、本人曰くイロモネアに出演したらファイナルステージまで行ける自信があるのこと、さらに2020年に新型コロナウイルス感染拡大の影響でレースが無観客開催になった際には、「イベントやトークショーがないので禁断症状が出かけた」とコメントしている[6]。
- ボートレース若松出場時に「ほぼイケメン戦」というレースが組まれた際には、これに1号艇で出走するのが恒例となるなど、風貌をネタにされることがある[7][8][9]。
- 2022年6月25日には北九州市若松区内を自身の車で走行中に人身事故を目撃、同乗の大庭元明・森高一真と救護活動に当たって若松警察署から表彰を受けた[10][11]。
- ボートレース専門誌マクールの客員編集長となっており、コラム「97期の笑利への道」を執筆している[12]。
- 福岡支部の競艇選手を中心に結成している「ポンコツ会」の主要メンバーでもあり[13]、レースに出場していない時は各地で開催されるトークショーに出演することもある[14]。なお、前出の人命救助で表彰された森高・大庭も共に「ポンコツ会」のメンバーである。